# Шембри, Антонио
Антонио Шембри (мальт. Antonio Schembri, 1813—1872) — мальтийский орнитолог, считается родоначальником мальтийской орнитологии.

## Биография
Антонио Шембри родился в Валлетте, Мальта, в апреле 1813 года в относительно богатой и образованной семье. Он был директором предприятия своего отца, занимавшегося морскими перевозками товаров.
В 1843 году он написал на итальянском языке «Catalogo Ornitologico del Gruppo di Malta» (рус. Орнитологический каталог Мальтийской группы), который является первым научным списком птиц Мальты, а также труд по сравнительной орнитологии. В последнем он сравнил ареал и места гнездования птиц Мальты, Сицилии, Рима, Тосканы и других регионов, представил информацию в форме таблиц. В 1846 году он опубликовал в Болонье «Vocabolario dei Sinonimi Classici dell 'Ornitologia Europea» (рус. Словарь классических синонимов европейской орнитологии). Он поддерживал дружеские отношения и переписывался с итальянским натуралистом Луиджи Бенуа и помогал Камилло Рондани с трудом по энтомологии «Dipterologiae Italicae prodromus». Рондани даже назвал в его честь вид мухи (Ochthera schembrii).
Он умер в декабре 1872 года в возрасте 59 лет.

## Работы
- Schembri, Antonio. Catalogo ornitologico del gruppo di Malta :  [итал.]. — Tipografia Anglo-Maltese, 1843.
- Schembri, Antonio (1843). Quadro Geografico Ornitologico Ossia Quadro Comparativo dell’Ornitologia di Malta, Sicilia, Roma, Toscana, Liguria, Nizza ela Provincia di Gard.
- Schembri, Antonio (1846). Vocabolario dei Sinonimi Classici dell 'Ornitologia Europea.